# Peter Cornelis Bol
Peter Cornelis Bol (* 18. November 1941 in Freiburg; † 19. Juli 2012) war ein deutsch-niederländischer Klassischer Archäologe.
Peter Cornelis Bol, Sohn des Mathematikers Gerrit Bol, wurde 1967 an der Universität Freiburg bei Felix Eckstein mit der Arbeit Die Skulpturen des Schiffsfundes von Antikythera promoviert. Für die Dissertation wurde ihm das Reisestipendium des Deutschen Archäologischen Instituts zugesprochen, mit dessen Hilfe er 1969/70 den Mittelmeerraum bereisen konnte. Es schloss sich eine langjährige Mitarbeit an der deutschen Ausgrabung in Olympia an. Im Jahr 1974 wurde er Kustos der Antikensammlung des Liebieghauses in Frankfurt am Main. 1978 habilitierte sich Bol an der Universität Frankfurt mit der Arbeit Großplastik aus Bronze in Olympia. Dort lehrte er auch als Honorarprofessor Klassische Archäologie. 2006 ging er in den Ruhestand.
Bol war ein international anerkannter Fachmann auf dem Gebiet der antiken Skulptur und der Bronzebildnerei. Frucht dieser Neigung war die Rekonstruktion der myronischen Athena-Marsyas-Gruppe in Bronze, die 1983 im Park des Liebieghauses Aufstellung fand. Er initiierte die Publikation der Antiken der Villa Albani in Rom und das Publikationsprojekt Die Geschichte der antiken Bildhauerkunst. Darüber hinaus verfasste er drei wissenschaftliche Kataloge zu den antiken Bildwerken des Liebieghauses. Der Erwerb der besterhaltenen römischen Kopie des „antretenden Diskobol“ des Naukydes und die Aufsehen erregende Ausstellung Polyklet. Der Bildhauer der griechischen Klassik 1990 gehörten zu den publikumswirksamsten Ergebnissen seiner wissenschaftlichen Tätigkeit, die antike Kunst einem breiten Publikum zugänglich machte. Er war korrespondierendes Mitglied des Deutschen Archäologischen Instituts.
Peter Cornelis Bol war mit der Klassischen Archäologin Renate Bol verheiratet.

## Schriften
- Die Skulpturen des Schiffsfundes von Antikythera (= Mitteilungen des Deutschen Archäologischen Instituts, Athenische Abteilung Beiheft 2). Gebr. Berlin, Mann 1972, ISBN 3-7861-2191-5
- Grossplastik aus Bronze in Olympia (= Olympische Forschungen, Band 9). de Gruyter, Berlin 1978, ISBN 3-11-006701-3
- Wissenschaftliche Kataloge. Liebieghaus. Antike Bildwerke. Gutenberg, Melsungen
  - Bd. 1: Bildwerke aus Stein und aus Stuck von archaischer Zeit bis zur Spätantike. 1983
  - mit Thomas Weber Bd. 2: Bildwerke aus Bronze und Bein aus minoischer bis byzantinischer Zeit. 1985
  - Bd. 3: Bildwerke aus Terrakotta aus mykenischer bis römischer Zeit. 1986
- Antike Bronzetechnik. Kunst und Handwerk antiker Erzbildner. C. H. Beck, München 1985, ISBN 3-406-30462-1 (Beck’s archäologische Bibliothek)
- Argivische Schilde (= Olympische Forschungen Band 17). de Gruyter, Berlin 1989, ISBN 3-11-011587-5
- Der antretende Diskobol (= Liebieghaus-Monographie Band 17). von Zabern, Mainz 1996, ISBN 3-8053-1922-3

Herausgeber
- Forschungen zur Villa Albani. Katalog der antiken Bildwerke. 5 Bände. Gebr. Mann, Berlin 1989–1998
- Die Geschichte der antiken Bildhauerkunst. 4 Bände. Zabern, Mainz 2002–2010